# Похмілля

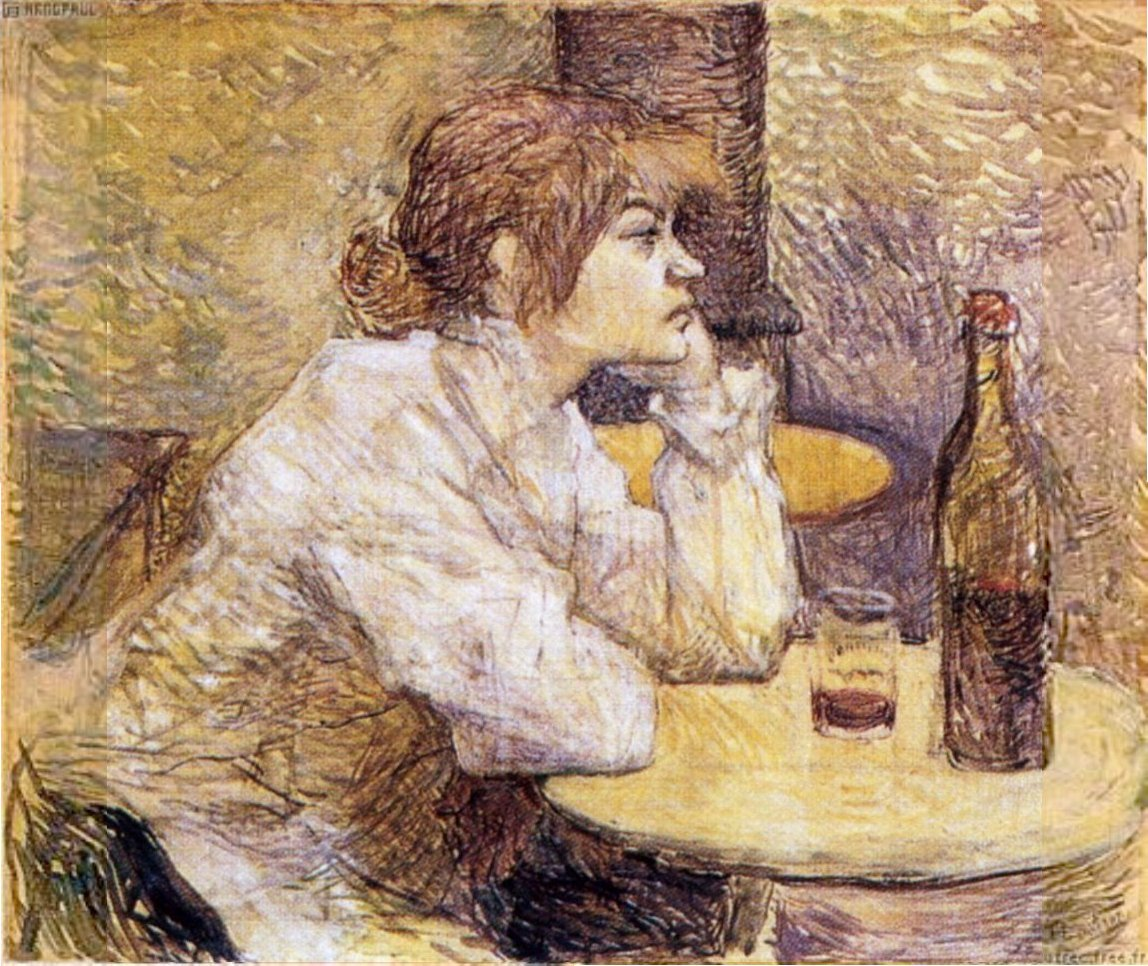
Похмілля. На зображенні Сюзанна Валадон. Портрет роботи Тулуза Лотрека.

Похмі́лля — стан організму, синдром, що наступає наступного дня після надмірного вживання алкоголю. Страждаючого похміллям турбують сильний головний біль, нудота, сухість і неприємний смак у роті, сильна спрага, озноб, який змінюється відчуттям жару. У багатьох виникає прискорене серцебиття і «перебої» (порушення ритму) в роботі серця. Характерна слабкість, пригнічений настрій, почуття провини. Стан похмілля триває зазвичай не більш ніж добу, але може продовжуватися і довше. Слід розділяти похмілля — неприємні відчуття, які виникають наступного дня після алкогольного ексцесу, супроводжуються огидою до спиртного, — і синдром відміни — протилежний стан, який вимагає прийому чергової дози алкоголю для нормалізації самопочуття. Поява похмільного-абстинентного синдрому — тривожний знак, який свідчить про розвиток хронічного алкоголізму.

## Клінічний перебіг
Похмілля може мати такі клінічні ознаки: сухість у роті («сушняк»), головний біль, тремор (тремтіння у всьому тілі), дратівливість, почервоніння очей, чутливість до світла і шуму, нудота, блювання, біль у кінцівках, втрата апетиту і депресія. Можлива дратівливість або повна апатія і так звана «адреналінова туга» — почуття провини, відчуття, що напередодні зробив щось неналежне, неправильне, навіть на тлі ясної пам'яті на події та чіткого усвідомлення того факту, що ніяких дійсно ганебних дій не було.

## Причини
Існує кілька причин похмільного синдрому. Вживання етилового спирту призводить до дисгідрії. Найчастіше це проявляється сухістю в роті, головним болем і млявістю. Стан можна полегшити прийомом великої кількості води під час і після вживання алкоголю.
Спирт є також метаболічною отрутою, і його вплив на вміст шлунково-кишкового тракту, ймовірно, пояснює нудоту. Іншим фактором, що сприяє похміллю, є проміжне перетворення етилового спирту печінкою в ацетальдегід за допомогою ферменту алкогольдегідрогенази. При надлишку алкоголю в крові ферментні системи не справляються з повним перетворенням, як результат накопичується проміжний продукт ацетальдегід — більш токсичний, ніж алкоголь.
Нарешті, алкоголь справляє дуже різноманітний вплив на нервову систему. Усунення депресивного впливу алкоголю на мозок, імовірно, пояснює чутливість до світла і звуку. Також вважається, що присутність інших спиртів, що з'являються разом з етиловим спиртом в процесі ферментації, значно посилює багато симптомів, чим пояснюється відносна м'якість похмілля при вживанні дистильованого спирту, наприклад горілки. Вміст таніну в напої також має значення. Цукор також посилює ефект, тому за солодкими коктейлями встановилася погана репутація напоїв, що приводять до важкого похмілля. Отруєння нікотином може також посилювати тяжкість похмілля, оскільки під впливом алкоголю курці палять частіше звичайного (а також часом закурюють ті, хто не палить у тверезому стані).
Медичні дослідження дозволяють визначити провідну роль дефіциту магнію в розвитку похмільного синдрому. Всього через кілька хвилин після надходження алкоголю в організм магній виводиться через нирки й потрапляє в сечовий міхур. Магній перестає блокувати кальцієві канали в нервових клітинах, і кальцій безперешкодно проникає всередину клітин, викликаючи їхнє надмірне збудження. Звідси у людини виникає стан нервозності й дратівливості, і з'являється головний біль. Магнієвий дефіцит спричинює також м'язову слабкість, серцеву аритмію та озноб. Крім того, при надходженні великої кількості алкоголю відбувається підвищення кислотності крові (ацидоз).
Має значення і генетична схильність: так, деякі люди можуть майже не відчувати похмільний синдром, незалежно від кількості випитого, або рідко страждати від нього.
Смакові добавки до напою посилюють тяжкість похмілля. Темне пиво або міцний стаут призводять до сильнішого похмілля, ніж аналогічна за обсягом кількість розчиненого у воді алкоголю.
Значно посилити симптоми похмілля може супутнє отруєння сивушними маслами та іншими побічними продуктами перегонки спирту, часто наявними у складі саморобних (самогон, брага), фальсифікованих з неочищеного технічного спирту і просто дешевих та неякісних спиртних напоїв.
Слід згадати психосоматичний ефект. Якщо людина чекає на похмілля, у неї більше шансів його отримати.

## Профілактика похмілля
- Найефективніше — розумне усвідомлення міри спожитого алкоголю або відмова від прийняття алкоголю з метою збереження здоров'я з медичної точки зору і персоналізації з психологічної.
- Пити достатню кількість чистої води безпосередньо під час вживання алкоголю: щонайменше склянку води на порцію алкоголю (шот міцного напою ~40°, келих вина, кухоль пива тощо). Зневоднення організму є основною причиною похмільних симптомів.
- Добре закушувати.
- Запивати горілку апельсиновим соком або іншим кислим соком з високим вмістом вітаміну С.

## Лікування
Лікування похмілля спрямовано на вирішення трьох завдань:
- Усунення хворобливих проявів;
- Відновлення нормального водно-сольового балансу організму;
- Виведення токсичних речовин.

Для зняття деяких проявів похмілля часто застосовують загальнодоступні лікарські препарати від головного болю, такі як ацетилсаліцилова кислота або цитрамон.
Для зняття інтоксикації організму вживається активоване вугілля або біле вугілля.
Існує і присутній на ринку цілий ряд засобів, які позиціюють саме як ліки від похмілля, але більшість з них являють собою різні комбінації з ацетилсаліцилової кислоти, аскорбінової кислоти та бурштинової кислоти, доповнені різними добавками, наприклад, кофеїном, так що по складу і дії вони мало відрізняються від того ж цитрамону. При застосуванні препаратів ацетилсаліцилової кислоти необхідно пам'ятати про її негативну дію на слизові оболонки шлунково-кишкового тракту і неприпустимість спільного вживання її зі спиртним. Переважно використовувати розчинні форми препаратів або запивати великою кількістю води. Крім того, є клінічно підтверджені дані про те, що при тривалому (близько 6 тижнів) прийомі цитрату магнію стан організму суттєво покращується, і симптоми практично повністю зникають, навіть у тих, хто хронічно зловживав алкоголем.
Порівняно ефективними «народними» засобами від похмілля вважаються:
- Молоко;
- ферментовані харчові продукти: квашення (квашена капуста, кімчі), квашені яблука, розсіл від квашених огірків, квас;
- Холодні супи (окрошка, холодник, гаспачо, чалоб, таратор тощо);
- Солоні огірки, рибні консерви або інша їжа, багата мінералами;
- Капустяне листя;
- Томатний сік з червоним перцем (в крайньому разі — з чорним). При відсутності томатного, можна випити овочевий сік, приправлений перцем;
- Не більше 300 грамів кефіру;
- Пити якомога більше води (3-4 літри), можна мінеральної, упродовж усього похмілля, усуваючи зневоднення.

Наркологи не рекомендують лікувати похмілля алкоголем, оскільки це шкідливо (вже ослабленому організму доводиться приймати й знешкоджувати нову дозу отрути) і виникає небезпека не зупинитися і продовжити пити, що може призвести до запою. Крім того, «опохміл» не допомагає при тяжкому отруєнні неякісним або сурогатним алкоголем, в такій ситуації він може погіршити стан.
Якщо стан не поліпшується — присутні блювання, тремор, озноб, підвищена пітливість і температура тіла, частий пульс — необхідно звернутися за медичною допомогою, оскільки за відсутності кваліфікованого лікування можливий перехід похмілля в білу гарячку (лат. Delirium Tremens). Вона настає після тривалого (кілька років), практично безперервного вживання алкоголю. В іншому разі небезпеки появи білої гарячки немає.
Сучасний підхід до лікування похмільного синдрому полягає в проведенні процедури детоксикації (D-TOX) — внутрішньовенне введення сольових розчинів з додаванням специфічних засобів патогенетичної терапії, усуваються різноманітні порушення у життєдіяльності організму. Сутність цього методу полягає у відновленні водного і мінерального обміну, нормалізація обміну речовин, у результаті чого відбувається прискорення виведення з організму продуктів проміжного розпаду етилового спирту. Також варто відзначити необхідність підтримки діяльності життєво важливих органів та їхнього метаболічного захисту.

## Ускладнення
Спроби лікування алкогольного абстинентного синдрому в домашніх умовах і народними засобами часто призводять до розвитку ускладнень:
- Запій — як наслідок неправильного похмілля. Наслідком може бути розвиток соматичних ускладнень і делірію.
- Аритмія — найчастіша причина гострої серцево-судинної недостатності, у важких випадках, особливо у схильних хворих, може призвести до смерті.
- Тяжка дисгідрія, розвиток синдрому Меллорі-Вейса (шлункова кровотеча та блювання).
- Прогресуючі порушення роботи центральної нервової системи: безсоння, тремор, судоми, галюцинації, делірій (біла гарячка).